# Pinelema circularis
Espèce
Synonymes
- Telema circularis Tong & Li, 2008

Pinelema circularis est une espèce d'araignées aranéomorphes de la famille des Telemidae.

## Distribution
Cette espèce est endémique du Guizhou en Chine,. Elle se rencontre dans la grotte Ganzhishu dans le xian autonome buyei et miao de Guanling à Anshun.

## Description
Les mâles mesurent de 1,33 à 1,36 mm et les femelles de 1,35 à 1,87 mm.

## Systématique et taxinomie
Cette espèce a été décrite sous le protonyme Telema circularis par Tong et Li en 2008. Elle est placée dans le genre Pinelema par Zhao, Li et Zhang en 2020.

## Publication originale
- Tong & Li, 2008 : Four new cave-dwelling Telema (Arachnida, Araneae, Telemidae) from Guizhou Province, China. Zoosystema, vol. 30, no 2, p. 361-370 (texte intégral).